# Apetit
Apetit (bis Mai 2013 Lännen Tehtaat, bis 1973 Lännen Sukeri) ist eine finnische Unternehmensgruppe im Lebensmittelsektor.
Ihr Hauptsitz befindet sich in der südwestfinnischen Gemeinde Säkylä, eine Zweigstelle in Espoo. Die Aktivitäten erstrecken sich über Finnland hinaus.
Die Unternehmensgruppe, deren Aktie an der Börse Helsinki notiert wird, ist gegliedert in die Geschäftsbereiche Lebensmittel, Getreidehandel, Ölsaaten und Meeresfrüchte. Im Geschäftsbereich Lebensmittel werden Tiefkühlgemüse, Tiefkühl-Fertigmahlzeiten und verzehrfertiges Frischgemüse hergestellt, darüber hinaus einige Dienstleistungen angeboten.
Zwischen 1953 und 2009 war der Standort mit der Bahnstrecke Kiukainen–Säkylä an das finnische Schienennetz angeschlossen.